# Rivière Niger
Pour les articles homonymes, voir Niger.
La rivière Niger est un tributaire de la rivière Tomifobia. La rivière Niger coule successivement dans les municipalités de Coaticook, Barnston-Ouest, Stanstead-Est et Hatley, dans la municipalité régionale de comté (MRC) de Memphrémagog, dans la région administrative de l'Estrie, au Québec, au Canada.

## Géographie
Les bassins versants voisins de la rivière Niger sont :
- côté nord : lac Massawippi, rivière Tomifobia ;
- côté est : décharge du lac Luster, ruisseau de la Meder, rivière Coaticook ;
- côté sud : rivière Tomifobia, rivière Johns, rivière Clyde ;
- côté ouest : rivière Tomifobia.

Le lac Lyster (longueur : 2,4 km ; altitude : 461 m) constitue la principale source de la rivière Niger. Ce lac est situé dans le territoire de la municipalité de Coaticook à moins d'un km de la frontière américaine. Le mont Barnston est situé du côté sud-ouest du lac, le mont Séguin à l'ouest et le mont Pinacle à l'est. Le lac Lyster est alimenté par le "Petit lac Baldwin" (altitude : 468 m) (venant de l'est), le ruisseau Brandy (venant du sud) et le ruisseau Fontaine (venant de l'est).
À partir du lac Lyster, la rivière Niger coule sur 13 km :
- 1,3 km vers le nord, dans la municipalité de Coaticook, jusqu'au ruisseau de la Mede. Note : Jadis, ce premier segment était désigné "décharge du lac Lyster" ;
- 2,6 km vers le nord-ouest, jusqu'à la limite de la municipalité de Barnston-Ouest ;
- 1,2 km vers le nord-ouest, jusqu'au cours d'eau Ménard ;
- 1,5 km vers le nord-ouest, jusqu'au pont du hameau de Ways Mills ;
- 2,0 km vers le nord-ouest, jusqu'au ruisseau William ;
- 1,0 km vers le nord-ouest, jusqu'à la limite de la municipalité de Stanstead-Est ;
- 2,3 km vers le nord-ouest, en traversant le réservoir du barrage de la CHute-Burroughs, jusqu'à la limite de la municipalité de Hatley ;
- 1,1 km vers le nord-ouest, dans la municipalité de Hatley.

En somme, la rivière Niger traverse la municipalité de Barnston-Ouest, coupe le coin nord-est de la municipalité de Standstead et se déverse dans la rivière Tomifobia à Hatley, à trois km en amont de la confluence avec le lac Massawippi. Quelques kilomètres avant son embouchure, la rivière Niger comprend un réservoir créé par le barrage de la Chute-Burroughs.
La rivière Niger se déverse sur la rive Est de la rivière Tomifobia.

## Toponymie
Jadis, la graphie du toponyme "rivière Niger" s'écrivait "rivière Nigger".
Le toponyme "Rivière Niger" origine de la présence d'Afro-Américains aux alentours de ce cours d'eau dès le début du XIXe siècle. Il n'est pas déraisonnable de croire que des esclaves aient emprunté la voie de la rivière pour fuir vers le nord en provenance des États américains. À la fin du XIXe siècle, des travailleurs d'origine afro-américaine œuvraient dans les moulins à scie du secteur et dans les demeures de villégiature de la région.
L'ouvrage "Forests and Clearings: The History of Stanstead County […]", publié en 1874, signale que le toponyme de la rivière vient de l'établissement vers 1804 d'une famille de Noirs du nom de Tatton, sur ses rives dans le secteur de Barnston. Dans cet ouvrage, la rivière est désignée "Negro River". La tradition orale ou populaire fournit d'autres interprétations quant à l'origine de l'appellation, notamment que le nom de la rivière viendrait de celui d'une partie de l'équipement d'un moulin à scie appelée "nigger".
La première attestation du nom actuel "Rivière Niger" est signalée en 1863 sur la carte Map of the "District of St Francis (Putnam and Gray)". Le terme "niger" provient de la forme latine de "noir",.
Le toponyme "rivière Niger" a été officialisé le 4 septembre 2006 à la Commission de toponymie du Québec.